# Jacques Blondeau (graveur)
Pour les articles homonymes, voir Jacques Blondeau et Blondeau.
Jacques Blondeau, né à Anvers le 9 mai 1655 et mort à Rome en 1698, est un graveur flamand baroque qui a surtout été actif en Italie au sein des Bentvueghels, où il est surnommé Weyman.

## Biographie
Il est l'élève à Anvers du graveur Frederik Bouttats le Jeune (en).
Après un séjour à Paris, il voyage en 1675 à Rome où il s'installe définitivement.
Il devient un membre du Bentvueghels, une association d'artistes flamands et néerlandais travaillant à Rome. Son surnom au sein de ce groupe est « Weyman » (soit « l'homme de la prairie »). Blondeau est un membre très actif de l'association et son nom apparaît deux fois dans son histoire. Il a par ailleurs écrit son nom à la craie rouge dans l'une des niches de l'église Santa Costanza où les Bentvueghels se réunissaient fréquemment : « jacobus Blondeau / alias de weymyn ». Son nom apparaît aussi sur la liste des membres de l'association qui étaient présents à l'intégration des nouveaux membres Abraham Genoels, François Moens et Pieter Verbrugghen II (en). Cet événement a notamment été mentionné par le biographe Arnold Houbraken.

## Œuvre

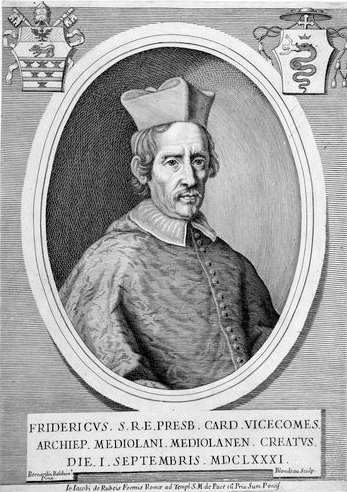
Portrait de Federico Visconti, un cardinal de Rome (entre 1681 et 1698).

Il a gravé plusieurs portraits, dont celui du pape Urbain VIII et ceux de plusieurs cardinaux à Rome.
Lors d'un séjour à Florence, il a réalisé plusieurs gravures accompagné d'Abraham Bloemaert et de François Spierre d'après des fresques de Pietro da Cortona dans le Palazzo Pitti.
Il a par ailleurs réalisé une série de portraits ironiques sur les rois d'Espagne, serie icónica de los reyes de España (1685)[réf. souhaitée].